# Michael Kögl

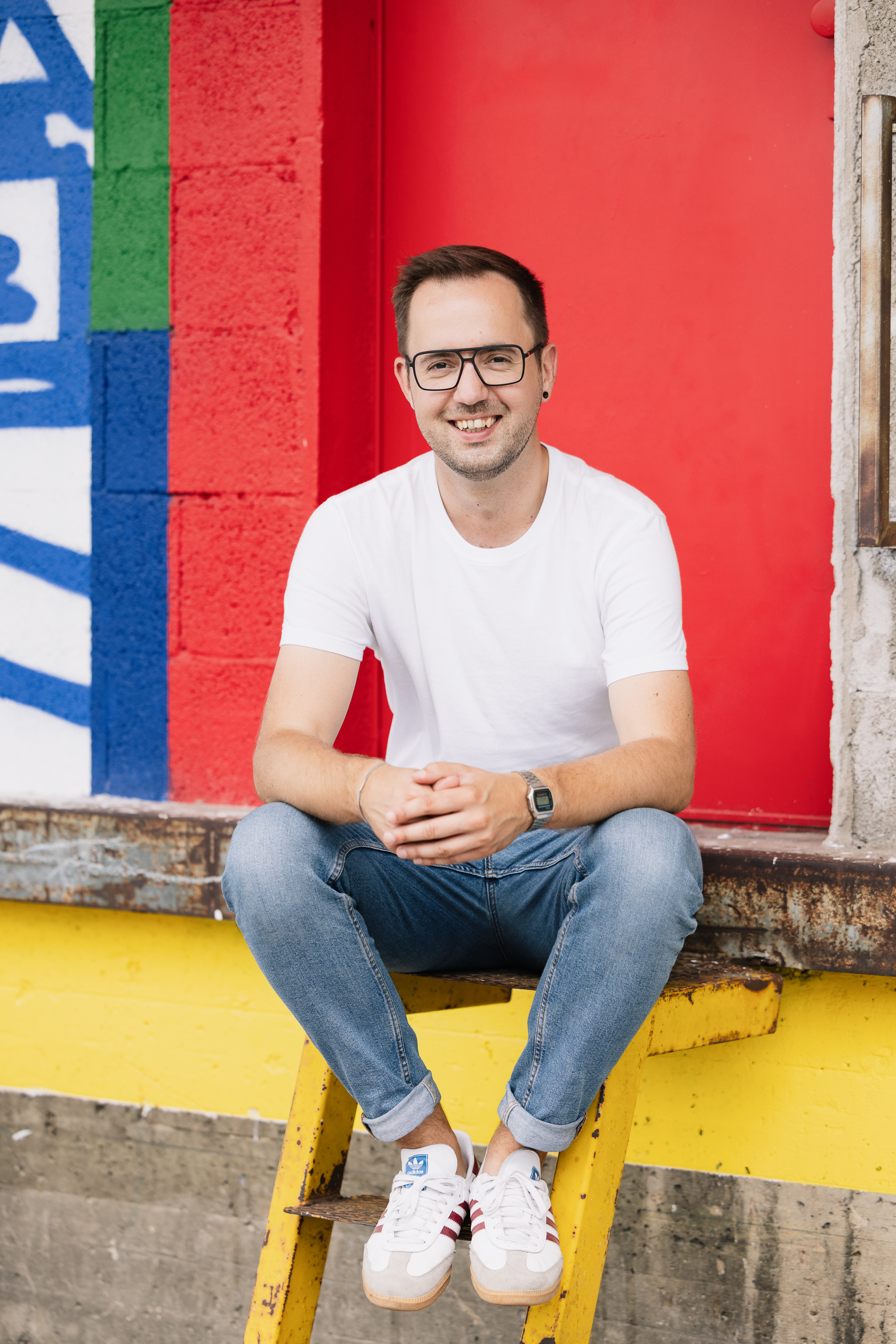

Michael Kögl (* 1991 in St. Pölten) ist ein österreichischer Politiker der SPÖ. Seit 2022 ist er Bundesvorsitzender der Jungen Generation in der SPÖ (JG) sowie Mitglied im Bundesparteivorstand der Partei. Seit 2020 ist er Mitglied des Gemeinderats der Landeshauptstadt St. Pölten.

## Leben
Michael Kögl wurde 1991 in St. Pölten geboren. Er maturierte 2009 am BRG/BORG St. Pölten und studierte ab 2011 Lehramt für Deutsch und Geschichte an der Universität Wien.

## Politische Laufbahn
Kögl engagierte sich bereits in seiner Schulzeit und trat der Aktion kritischer Schüler:innen bei. Er gehörte die gesamte Zeit der Oberstufe der Schüler:innenvertretung an und führte sie als Schulsprecher auch. Im Alter von 16 Jahren trat Kögl der SPÖ bei. Sein Weg führte über die Junge Generation St. Pölten bis hin zum Landesvorsitzenden der Jungen Generation Niederösterreich im Jahr 2018. Diese Funktion hatte er bis 2022 inne, im Oktober 2022 wurde er bei der Bundeskonferenz in Pörtschach am Wörthersee zum Bundesvorsitzenden der JG gewählt. In dieser Funktion wurde er bei der Bundeskonferenz 2024 mit 97 % wiedergewählt.
Kögl war zudem bei der Nationalratswahl 2024 JG-Spitzenkandidat, ist seit 2022 Mitglied des SPÖ-Bundesparteivorstandes und seit 2018 Mitglied im Landesparteivorstand der SPÖ-Niederösterreich.
Neben seinen bundespolitischen Funktionen ist Kögl auch in der Kommunalpolitik in St. Pölten aktiv. Er ist stellvertretender Bezirksparteivorsitzender der SPÖ St. Pölten und seit 2020 Mitglied im Gemeinderat.

## Politische Schwerpunkte
Michael Kögl konzentriert sich in seiner politischen Arbeit auf die Lebensrealität junger Menschen. Seine Schwerpunkte umfassen:

### Bildung und Chancengleichheit
Kögl setzt sich für ein gerechteres Bildungssystem ein. Er fordert umfassende Investitionen in Schulen und Bildungseinrichtungen sowie bessere Unterstützung für Schüler:innen und Studierende.

### Leistbares Wohnen
Er tritt für die Schaffung von leistbarem Wohnraum ein und spricht sich gegen die Privatisierung öffentlicher Wohnungen aus. Steigende Mieten sollen insbesondere für junge Menschen bekämpft werden. Konkret fordert Kögl Investitionen in den öffentlichen Wohnbau auf allen Ebenen und leichtere Zugänge zur ersten eigenen Wohnung für junge Erwachsene.

### Arbeitsmarktpolitik
Kögl spricht sich für faire Arbeitsbedingungen, eine Ausbildungsgarantie bis 25 sowie gezielte Maßnahmen gegen Jugendarbeitslosigkeit aus. Dabei stehen die Anhebung des Arbeitslosengeldes, die Investition in das österreichische Bildungs- und Ausbildungssystem und gezielte Maßnahmen für Jugendliche und junge Erwachsene im Fokus.

### LGBTIQ Politik
Kögl setzt für die Rechte der LGBTIQ-Community ein, der er selbst auch angehört. Sein Engagement gilt der Gleichberechtigung und Akzeptanz von LGBTIQ-Personen, mit besonderem Augenmerk auf die Unterstützung junger Menschen, die Vorbilder suchen. Auf der St. Pölten Pride sprach er sich als Redner für die SPÖ in den vergangenen Jahren (zuletzt 2025) mehrfach klar für gleiche Rechte der LGBTIQ-Community aus und betonte dabei die Vorreiterrolle der Landeshauptstadt in Niederösterreich.